# Československá hokejová liga 1969/1970
27. ročník československé hokejové ligy 1969/70 se hrál pod názvem I. liga.

## Herní systém
10 účastníků hrálo v jedné skupině čtyřkolově systémem každý s každým. Poslední mužstvo sestoupilo.

## Pořadí
| Poř. | Tým                     | Zápasy | Výhry | Remízy | Porážky | Skóre   | Body |
| ---- | ----------------------- | ------ | ----- | ------ | ------- | ------- | ---- |
| 1.   | Dukla Jihlava           | 36     | 24    | 4      | 8       | 178:80  | 52   |
| 2.   | Slovan CHZJD Bratislava | 36     | 21    | 7      | 8       | 133:81  | 49   |
| 3.   | ZKL Brno                | 36     | 23    | 3      | 10      | 149:105 | 49   |
| 4.   | SONP Kladno             | 36     | 18    | 4      | 14      | 121:118 | 40   |
| 5.   | Škoda Plzeň             | 36     | 14    | 5      | 17      | 109:131 | 33   |
| 6.   | Sparta ČKD Praha        | 36     | 15    | 2      | 19      | 155:148 | 32   |
| 7.   | Tesla Pardubice         | 36     | 13    | 5      | 18      | 131:146 | 31   |
| 8.   | VSŽ Košice              | 36     | 10    | 7      | 19      | 93:129  | 27   |
| 9.   | CHZ Litvínov            | 36     | 11    | 4      | 21      | 115:175 | 26   |
| 10.  | TJ Gottwaldov           | 36     | 7     | 7      | 22      | 106:177 | 21   |

## Nejproduktivnější hráči
| Poř. | Hráč               | Mužstvo                 | Zápasy | Góly | Asistence | Body |
| ---- | ------------------ | ----------------------- | ------ | ---- | --------- | ---- |
| 1.   | Jiří Kochta        | Sparta ČKD Praha        | 35     | 25   | 27        | 52   |
| 2.   | Josef Černý        | ZKL Brno                | 34     | 32   | 14        | 46   |
| 3.   | Jan Havel          | Sparta ČKD Praha        | 34     | 30   | 14        | 44   |
| 4.   | Jan Suchý          | Dukla Jihlava           | 36     | 21   | 23        | 44   |
| 5.   | Václav Nedomanský  | Slovan CHZJD Bratislava | 35     | 29   | 13        | 42   |
| 6.   | Jan Hrbatý         | Dukla Jihlava           | 36     | 23   | 18        | 41   |
| 7.   | Jiří Holík         | Dukla Jihlava           | 35     | 23   | 17        | 40   |
| 8.   | Jaroslav Holík     | Dukla Jihlava           | 33     | 18   | 21        | 39   |
| 9.   | František Pospíšil | SONP Kladno             | 36     | 13   | 25        | 38   |
| 10.  | Vladimír Martinec  | Tesla Pardubice         | 34     | 22   | 14        | 36   |

## Soupisky mužstev

### ZKL Brno
Vladimír Nadrchal (35/2,34/90,3),
Jaromír Přecechtěl (7/2,57/-) –
Ctirad Fiala (25/0/1/-),
Lubomír Hrstka (12/1/1/-),
Břetislav Kocourek (36/7/9/-),
Oldřich Machač (33/7/9/-),
Jaromír Meixner (39/4/13/-) –
Milan Bartoň (14/1/0/-),
Josef Černý (34/32/14/-),
Richard Farda (35/11/19/-),
Jiří Janák (33/8/2/-),
Zdeněk Kepák (36/16/5/-),
Milan Kokš (36/5/17/-),
Josef Sršeň (36/23/7/-),
Ivan Stehlík (36/9/15/-),
František Ševčík (36/13/13/-),
Ivo Winkler (36/11/5/-) –
trenér František Vaněk

### Sparta ČKD Praha
Jan Bartoš (1/-/-/-),
Jaroslav Jágr (7/-/-/-),
Pavel Wohl (36/-/-/-) -
Miroslav Beránek (32/2/5/28),
Jan Eysselt (36/3/6/51),
Miroslav Kuneš (34/2/2/40),
Petr Lindauer (21/1/1/0),
Karel Masopust (30/6/6/52),
Eduard Šmíd (12/0/1/4),
František Tikal (8/1/0/6) -
Jiří Adamec (31/12/4/16),
Petr Brdička (34/13/8/6),
Václav Černý (35/12/11/6),
Petr Dohnal (20/2/1/12),
Jan Havel (34/30/15/24),
Václav Honc (6/1/1/2),
Petr Kašťák (24/5/3/16),
Jiří Kochta (33/24/29/6),
Václav Libora (4/0/0/2),
Vladimír Müller (7/1/0/0),
Jiří Nikl (36/10/7/24),
Pavel Svoboda (28/16/7/18),
Rudolf Šindelář (34/5/10/44),
Pavel Volek (20/9/6/10)

### CHZ Litvínov
Antonín Kočí (32/2,94/-/-),
Jiří Trup (4/4,75/-/-) -
Miroslav Daněk (27/1/2/-),
Jaroslav Egermajer (36/4/5/-),
Jaroslav Piskač (35/1/1/-),
Zdeněk Rippel (28/2/3/-),
Miroslav Rykl (18/0/2/-),
Jiří Vokáč (16/0/2/-) -
Josef Beránek (36/7/18/-),
Jaroslav Eichler (1/0/0/-),
Zdeněk Heřmánek (1/0/0/-),
Ivan Hlinka (33/17/17/-),
Zdeněk Kapoun (7/0/2/-),
Oldřich Kašťák (33/11/3/-),
Karel Marx (27/7/3/-),
Jaroslav Nedvěd (35/23/8/-),
Karel Ruml (36/10/14/-),
Josef Ulrych (36/6/10/-),
Antonín Waldhauser (36/7/3/-),
Petr Zelenka (36/15/2/-)

### TJ Gottwaldov
Jan Jurka (29/4,62/88,0/-),
Jiří Králík (6/3,71/89,9/-),
Horst Valášek (13/6,43/85,2/-) -
Petr Adamík (9/0/0/0-),
Josef Jenáček (26/2/1/-),
Josef Herčko (22/0/0/-),
Josef Pagáč (1/0/0/-),
Eduard Svoboda (35/5/7/-),
Jaroslav Šíma (33/3/1/-),
Antonín Tomaník (27/3/2/-),
Jaroslav Vašíčko (1/0/0//),
Jan Zajíček (21/0/0/-) -
Petr Bavor (36/15/22/-),
Ladislav Bršlica (31/5/6/-),
Tomáš Dolák (15/3/1/-),
Karel Heim (34/11/8/-),
František Kalivoda (6/2/0/-),
Lubomír Koutný (22/2/1/-),
Josef Kožela (36/11/8/-),
Václav Králík (26/4/4/-),
Ladislav Maršík (28/12/4/-),
Ladislav Pavličík (11/0/2/-),
Jiří Poláček (14/2/2/-),
Stanislav Přikryl (18/2/2/-),
Miloslav Srovnal (18/4/4/-),
Petr Vašek (36/20/12/-)

## Kvalifikace o 1. ligu
| Poř. | Tým                       | Zápasy | Výhry | Remízy | Porážky | Skóre | Body |
| ---- | ------------------------- | ------ | ----- | ------ | ------- | ----- | ---- |
| 1.   | TJ Motor České Budějovice | 6      | 5     | 1      | 0       | 31:9  | 11   |
| 2.   | TJ Baník ČSA Karviná      | 6      | 2     | 2      | 2       | 22:22 | 6    |
| 3.   | VTJ Dukla Písek           | 6      | 2     | 1      | 3       | 19:21 | 5    |
| 4.   | LVS Poprad                | 6      | 1     | 0      | 5       | 11:31 | 2    |

## Zajímavosti
- Od začátku ročníku bylo povolen bodyček po celé ploše hřiště.
- Od 1. ledna 1970 byla zavedena povinnost nosit přilby.

## Rozhodčí

### Hlavní
- všichni  Štefan Baštuga • Michal Bucala • Viktor Hollý • Ivan Kratochvíľa • Oldřich Kuma • Ján Liška • Ján Macho • Ivan Marko • Milan Vavrík
- všichni  Jiří Adam • Oldřich Bartík •  Rudolf Baťa • Jiří Danihelka •  Ivo Filip • Richard Hajný • Vladislav Karas • Josef Kropáček • Oldřich Kuma •  Miloš Pláteník • Dušan Navrátil • Jan Pažout • Miloslav Pešek • František Planka • Vojtěch Pochop • Aleš Pražák • Rudolf Prejza • Karel Sládeček • Jaroslav Vojpich • Milan Vidlák